# Władimir Sobolew (geolog)
Władimir Stiepanowicz Sobolew (ros. Владимир Степанович Соболев, ur. 17 maja?/30 maja 1908 w Ługańsku, zm. 1 września 1982 w Moskwie) – radziecki geolog.

## Życiorys
W 1930 ukończył Leningradzki Instytut Górniczy, w latach 1930–1941 pracował w Centralnym Naukowo-Badawczym Instytucie Badań Geologicznych, jednocześnie 1931–1941 i 1943–1945 wykładał w Leningradzkim Instytucie Górniczym. W 1938 został doktorem nauk geologiczno-mineralogicznych, a w 1939 profesorem krystalografii i petrografii, od 1941 do 1943 przebywał na ewakuacji w Irkucku, gdzie pracował jako konsultant Syberyjskiego Zarządu Geologicznego i wykładowca Irkuckiego Uniwersytetu Państwowego. W 1945 przeniósł się do Lwowa, gdzie w latach 1947–1958 pracował w Instytucie Geologii Użytecznych Kopalin Akademii Nauk Ukraińskiej SRR i 1945–1958 kierował wydziałem petrografii Lwowskiego Uniwersytetu Państwowego. Od 1958 pracował w Syberyjskim Oddziale Akademii Nauk ZSRR w Nowosybirsku, w latach 1958–1981 był tam zastępcą dyrektora Instytutu Geologii i Geofizyki, a jednocześnie od 1960 profesorem i kierownikiem wydziału petrografii i mineralogii, 1962–1971 pełnił funkcję dziekana Wydziału Geologicznego Nowosybirskiego Uniwersytetu Państwowego, od 1981 ponownie mieszkał i pracował w Moskwie jako dyrektor Muzeum Mineralogicznego Akademii Nauk ZSRR. W 1951 został członkiem rzeczywistym Akademii Nauk Ukraińskiej SRR, a 28 marca 1958 akademikiem Akademii Nauk ZSRR.

## Odznaczenia i nagrody
- Medal Sierp i Młot Bohatera Pracy Socjalistycznej (29 maja 1978)
- Order Lenina (dwukrotnie, 29 kwietnia 1967 i 29 maja 1978)
- Order Czerwonego Sztandaru Pracy (17 września 1955)
- Medal „Za ofiarną pracę w Wielkiej Wojnie Ojczyźnianej 1941–1945”
- Nagroda Stalinowska (1950)
- Nagroda Leninowska (1976)

I inne.